# ملادن بركيتش
ملادن بركيتش هو لاعب كرة قدم صربي في مركز الهجوم، ولد في 30 أكتوبر 1980 في زاييتشار في صربيا. لعب مع تيموك زاييتشار ودينامو تيرانا وزالايغيرزيغي تورنا إغيليت ونادي سكندربيو كورتشه ونادي فلامورتاري فلوره ونادي لاتشي.

## وصلات خارجية
- ملادن بركيتش على موقع الاتحاد الأوربي (الإنجليزية)
- ملادن بركيتش على موقع قاعدة بيانات كرة القدم.إي يو (الإنجليزية)
- ملادن بركيتش على موقع Soccerway.com (الإنجليزية)
- ملادن بركيتش على موقع عالم كرة القدم.نت (الإنجليزية)